# Norderney

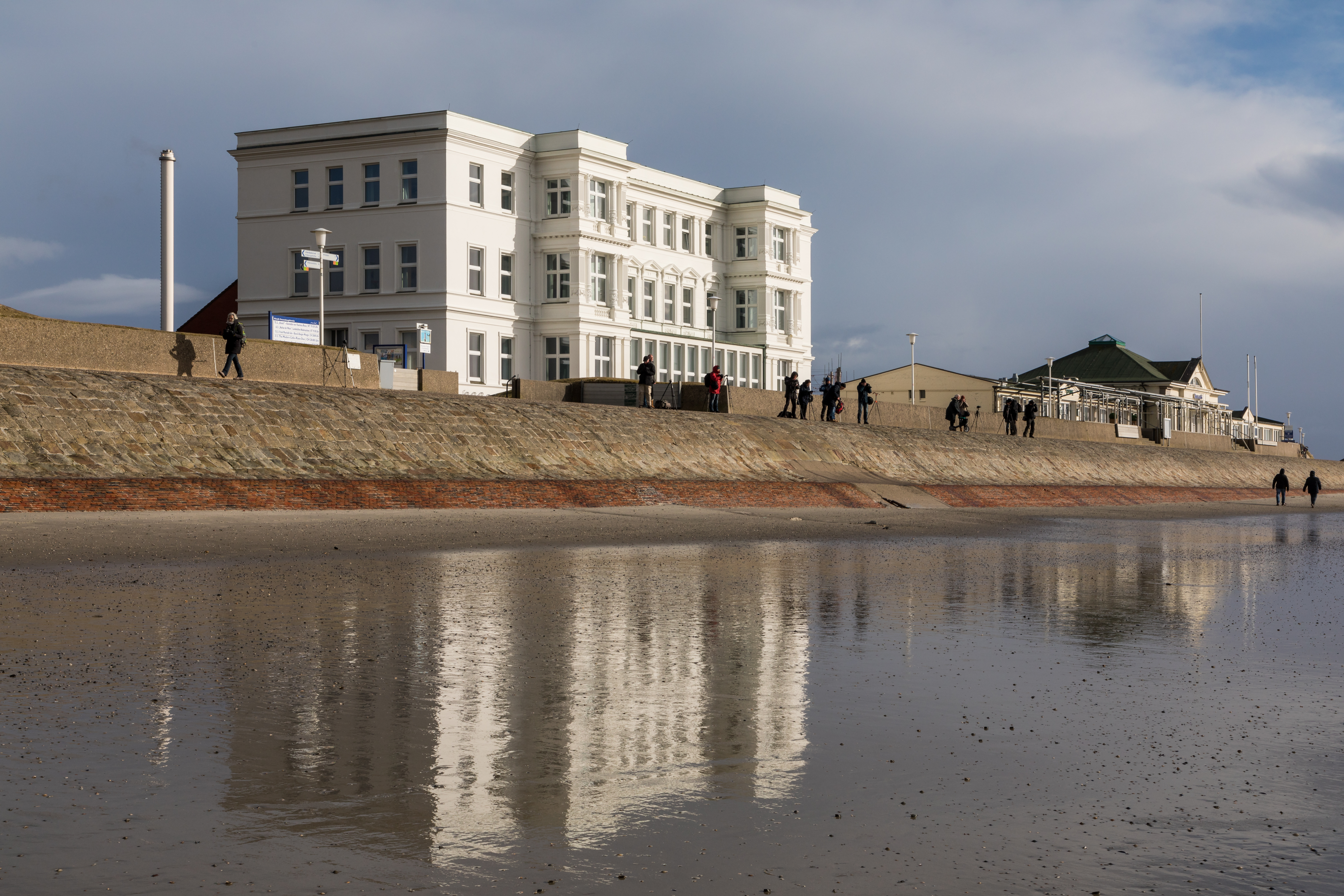
Un hôtel-restaurant sur la plage de Norderney. Février 2018.

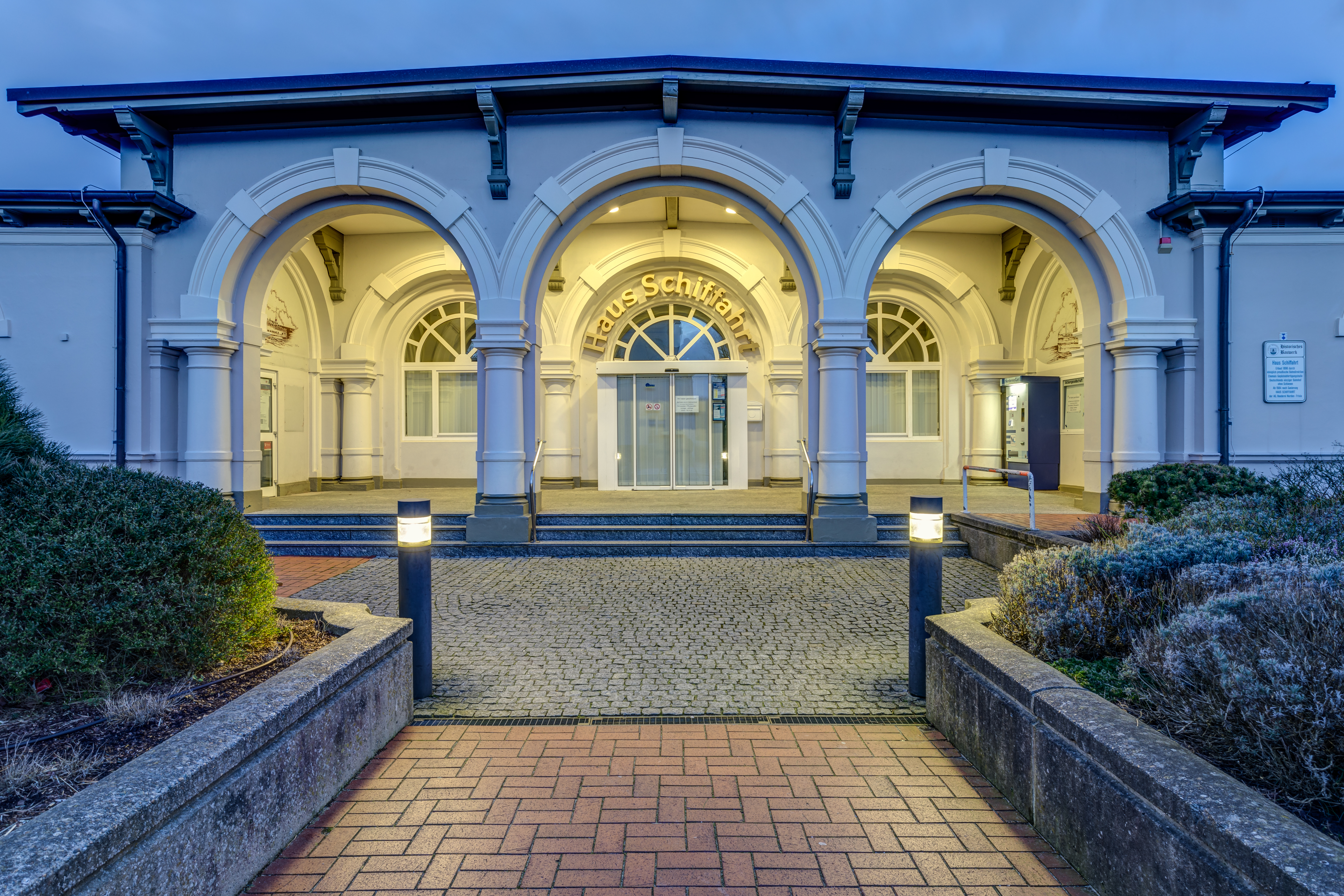
Haus Schiffahrt sur Norderney. Février 2018.

Norderney est une île allemande d'environ 26 km2 et la troisième des Îles de la Frise-Orientale vu de l'Ouest entre Juist et Baltrum. Elle appartient comme ville à l'arrondissement d'Aurich et au Land de Basse-Saxe.

## Jumelages

Localisation de Norderney sur la carte de la Frise-Orientale

- Garz (Allemagne) depuis 1990